# Август фон Шлезвиг-Холщайн-Норбург-Пльон
Август фон Шлезвиг-Холщайн-Норбург-Пльон (на немски: August von Schleswig-Holstein-Norburg-Plön; * 9 май 1635, Аренсбьок; † 17 септември 1699, Пльон) от Дом Олденбург, е херцог в малка част от херцогството Шлезвиг-Холщайн около замък Норбург на остров Алс в Дания и основава линията Шлезвиг-Холщайн-Зондербург-Норбург-Пльон.

## Живот
Той е вторият син на херцог Йоахим Ернст фон Шлезвиг-Холщайн-Зондербург-Пльон (1595 – 1671), първият херцог на Пльон, и съпругата му принцеса Доротея Августа фон Шлезвиг-Холщайн-Готорп (1602 – 1682), дъщеря на херцог Йохан Адолф фон Шлезвиг-Холщайн-Готорп и съпругата му принцеса Августа Датска. По-големият му брат е херцог Йохан Адолф (1634 – 1704), херцог на Шлезвиг-Холщайн-Зондербург-Пльон, а по-малките му братя са Йоахим Ернст II (1637 – 1700), херцог на Шлезвиг-Холщайн-Зондербург-Пльон-Ретвиш, Бернард (1639 – 1676), херцог на Шлезвиг-Холщайн-Зьобигаард (1639 – 1676), и Карл Хайнрих фон Шлезвиг-Холщайн-Пльон (1642 – 1655). Сестрите му са Ернестина (1636 –1696), Агнес Хедвиг (1640 – 1698), омъжена на 10 май 1672 г. за Христиан фон Шлезвиг-Холщайн-Зондербург-Глюксбург (1627 – 1698), и София Елеонора (1644 – 1689), омъжена на 25 август 1666 г. за граф Волфганг Юлиус фон Хоенлое–Нойенщайн (1622 – 1698).
Август става офицер на бранденбург-пруска служба и на 20 август 1664 г. е генерал на инфантерията и щатхалтер на Магдебург. През 1688 г. той напуска и се оттегля в Норбург.

## Фамилия
Август се жени на 6 октомври 1666 г. в Пльотцкау за принцеса Елизабет Шарлота фон Анхалт-Харцгероде (* 11 февруари 1647; † 20 януари 1723), вдовица на княз Вилхелм Лудвиг фон Анхалт-Кьотен (1638 – 1665), дъщеря на принц Фридрих фон Анхалт-Харцгероде (1613 – 1670) и първата му съпруга графиня Йохана Елизабет фон Насау-Хадамар (1619– 1647). Те имат децата:
- Йоахим Фридрих (1668 – 1722), херцог на Шлезвиг-Холщайн-Зондербург-Пльон

∞ 1704 Магдалена Юлиана, пфалцграфиня на Биркенфелд-Гелнхаузен (1686 – 1720), дъщеря на пфалцграф и херцог Йохан Карл фон Пфалц-Гелнхаузен
∞ 1721 Юлиана Луиза, принцеса от Източна Фризия (1698 – 1721)
- Августа Елизабет (1669 – 1709), монахиня в Херфорд
- Шарлота София (1672 – 1720)
- Христиан Карл (1674 – 1706), ∞ 1702 Доротея Христина фон Айхелберг (1674 – 1762), от 1702 Фрау фон Карлщайн, 1722 принцеса на Дания
- Йохана Доротея фон Холщайн-Пльон (1676 – 1727), ∞ 1699 г. за княз Вилхелм фон Насау-Диленбург (1670 – 1724)